# Новое Казачье
Но́вое Каза́чье — деревня в Козельском районе Калужской области России. Входит в состав Сельского поселения «Село Нижние Прыски».

## География
Деревня находится в юго-восточной части региона, в зоне хвойно-широколиственных лесов, в пределах северо-западной оконечности Среднерусской возвышенности, между автодорогами 29К-015 и 29Н-227, примыкая к северо-восточной окраине города Козельск, административного центра района.

### Климат
Климат характеризуется как умеренно континентальный, с тёплым летом и умеренно холодной снежной зимой. Среднегодовая многолетняя температура воздуха составляет 4 — 4,6 °С. Средняя температура воздуха самого тёплого месяца (июля) — 18 °C (абсолютный максимум — 38 °C); самого холодного (января) — −10 — −8,9 °C (абсолютный минимум — −46 °C). Безморозный период длится в среднем 149 дней. Среднегодовое количество атмосферных осадков составляет 650—730 мм, из которых 460 мм выпадает в тёплый период. Снежный покров держится в течение 130—145 дней.

### Часовой пояс
Деревня Новое Казачье, как и вся Калужская область, находится в часовой зоне МСК (московское время). Смещение применяемого времени относительно UTC составляет +3:00.

## Население
| 2002 | 2010 |
| ---- | ---- |
| 432  | ↗458 |

## Инфраструктура
Личное подсобное хозяйство с зоной сельскохозяйственного использования, индивидуальная застройка усадебного типа, коттеджи. 

## Транспорт
Деревня доступна автотранспортом. Автобусное сообщение с райцентром. Остановка общественного транспорта «Новое Казачье». 